# Lilo Fromm
Lilo Fromm (* 27. Dezember 1928 in Berlin; † 19. Juni 2023 in Hamburg) war eine deutsche Malerin, Illustratorin und Grafikerin. Bekannt wurde sie vor allem in den 1960er und 70er Jahren durch die Illustration von Kinderbüchern.

## Leben
Lilo Fromm verbrachte ihre Jugend in Berlin sowie in Ostpreußen und an der Nordsee. Ihr Studium begann sie an einer Fachschule in Berlin und ging dann an Akademien in München, Freiburg im Breisgau und Hamburg.
1957 erschien im Georg-Lentz-Verlag das erste von ihr illustrierte Kinderbuch. Später illustrierte sie über 250 Bücher, zum Teil von ihr selbst geschrieben. Einige davon wurden in insgesamt 22 Sprachen übersetzt. Für ihre Illustration des Grimmschen Märchens Der goldene Vogel im Verlag Heinrich Ellermann erhielt sie 1967 den Deutschen Jugendbuchpreis in der Kategorie Bilderbuch sowie eine goldene Plakette der Biennale der Illustrationen in Bratislava.
Lilo Fromm zeichnete zahlreiche Schwarz-Weiß-Illustrationen, Poster, Schulbücher und eine Serie von Grußkarten für UNICEF und die Schweizer Kinderhilfe. Für die Porzellanfabrik Sophienthal entwarf sie eine Serie von zwölf Dekors für Sammelteller. Einen Überblick über ihre freie Malerei gibt das im Roman Korvar Verlag erschienene Buch Der weisse Berg.
Lilo Fromm entwarf für die Deutsche Bundespost die Briefmarken „Kind und Straßenverkehr“ (1983) und „Kinder gehören dazu“ (1989) sowie 1997 für die Deutsche Post AG den Briefmarkenblock Für uns Kinder mit dem Motiv „Kinder in einer Gondel“.
Von 1965 bis 1983 verbrachte Lilo Fromm die Sommer in Suzette in der Provence, 1984 zog sie ganz dorthin. Seit 2016 lebte sie wieder in Deutschland, wo sie am 19. Juni 2023 im Alter von 94 Jahren in Hamburg starb.

## Auszeichnungen
- 1960: Auswahlliste Deutscher Jugendbuchpreis für Das Mondgesicht
- 1962: Ehrenliste des Hans Christian Andersen-Preises für Das Mondgesicht
- 1963: Auswahlliste Deutscher Jugendbuchpreis für Oberpotz und Hoppelhannes
- 1965: Auswahlliste Deutscher Jugendbuchpreis für Das Kinderhaus (Text von Ingrid Bachér)
- 1966: Auswahlliste „Die schönsten deutschen Bücher“ für Wunderbare Sachen (Text von Ursula Wölfel)
- 1967: Deutscher Jugendbuchpreis – Bilderbuch für Der goldene Vogel
- 1968: Auswahlliste Deutscher Jugendbuchpreis für Keikos Seifenblase
- 1969: Auswahlliste Deutscher Jugendbuchpreis für Pumpernick und Pimpernell
- 1970: Auswahlliste Deutscher Jugendbuchpreis für Cowboy Jim (Text von Ursula Wölfel)
- 1972: Auswahlliste Deutscher Jugendbuchpreis für Sechse kommen durch die Welt
- 1973: Eins der besten 28 Kinderbücher, CBC, NY für Uncle Harry
- 1973: Auswahlliste Premio Europeo di Letteratura Giovanile, Italien, für Muffel und Plums
- 1976: Eins der 10 Besten : Children Books, Tokio, für Das blaue Licht
- 1980: Auswahlliste beim Owl Price, Japan, für Das Meerhäschen
- 1982: Buch des Monats Deutschen Akademie für Kinder und Jugendliteratur für Klein Häschen

## Werke (Auswahl)
- Gusti sucht die Eisenbahn, 1962
- Wunderbare Sachen (Lesebuch, Texte von Ursula Wölfel), 1966
- Der goldene Vogel, 1966
- Pumpernick und Pimpernell, 1967
- Sechse kommen durch die Welt, 1969
- Der Eisenhans, 1970
- Karlines Ente (Text von Tilde Michels), 1975, Neuausgabe 2008, Tulipan Verlag
- Das blaue Licht, 1975
- Mein Name ist Meise, 1974
- Muffel und Plums, Band 1, 1972
- Muffel und Plums, Band 2, 1974
- Muffel und Plums, Band 3, 1976
- Himpelchen und Pimpelchen, 1979
- Papagei und Mamagei (Text von Mascha Kaléko), 1982
- Schneeweißchen und Rosenrot, 1983
- Hinterm Berge Abezee, 1985
- Marlene und die Räuber
- Der Buchstabenvogel, (Text von Eveline Hasler), 1991
- Rübe kommt zu Besuch, 1993
- Das Apfelsinenmännchen, 1970, Neuausgabe 2007